# Route nationale 60 (Madagascar)
Pour les articles homonymes, voir Route nationale 60.
La route nationale 60 (N 60) ou Boulevard de Tokyo, est une route nationale de Madagascar, reliant Ambohimangakely à Andoharanofotsy.

## Parcours
D'une longueur de 15 km, elle contourne l'agglomération d'Antananarivo à l'est.
La rue a été construite en 2006 avec l'aide au développement japonais et s'appelle Boulevard de Tokyo. 
Elle a une voie et une voie d'urgence dans chaque direction ainsi que des voies de virage aux intersections. 
Cela permet aux conducteurs d'être tentés par une vitesse excessive, qui conduit souvent à des accidents mortels et la route a valu le surnom de La route de la mort.